# OVH
OVHcloud (precedentemente "OVH" dall'acronimo francese On Vous Héberge, ossia "Noi vi ospitiamo") è un'azienda di web hosting francese, la più grande nell'Unione Europea. Essa fornisce server dedicati, domini e servizi di telefonia. È una società per azioni semplificata di diritto francese. Ha sede a Roubaix nel nord della Francia.
La società possiede 32 datacenter per un totale di 250.000 server. Inoltre offre i suoi servizi in 17 paesi tra cui Francia, Germania, Italia, Polonia, Spagna, Irlanda, Regno Unito, Finlandia e Canada. L'azienda è in crescita e sta esportando i suoi servizi anche negli Stati Uniti. L'azienda ha implementato il protocollo IPv6.

## Storia
L'azienda fu creata nel 1999 da Octave Klaba, studente del terzo anno presso l'Institut catholique d'arts et métiers di Lilla. Nel 2009 venne classificata come il terzo più grande hosting di server su Internet e il più grande d'Europa. Nel 2015 diventa sponsor ufficiale del progetto Let's Encrypt, una certification authority open che offre certificati SSL gratuiti. 
Nella notte tra il 9 e il 10 marzo 2021, alcuni data center di Strasburgo sono stati coinvolti in un incendio che ha interessato due delle quattro strutture presenti, precisamente la SBG2, completamente distrutta, e la SBG1, parzialmente danneggiata. Un ulteriore incendio è avvenuto il 20 marzo seguente, dissolvendo così le possibilità di realizzazione del ripristino dei server online. Per diverse settimane molti servizi Internet hanno inevitabilmente subito disservizi: tra questi, anche i siti web del Governo e del Ministero della Salute francesi.

## Controversie
Nel dicembre 2010 WikiLeaks fu ospitato in Francia sui server OVH. Il ministro dell'industria francese Éric Besson, in una lettera scritta all'agenzia tecnologia CGIET, ha affermato che WikiLeaks "violava il segreto delle relazioni diplomatiche, mettendo in pericolo le persone protette dal segreto diplomatico" per cui non era accettabile che il sito fosse stato ospitato su server francesi. Il ministro ha chiesto provvedimenti per espellere WikiLeaks dalla Francia. Il 6 dicembre 2010, venne dimostrato che da un punto di vista legale non vi era alcun obbligo da parte di OVH di cessare il servizio di web-hosting a favore di WikiLeaks. A tal proposito l'amministratore delegato di OVH Octave Klaba ha commentato: "OVH non è né a favore né contro questo sito. Noi non abbiamo chiesto di ospitarlo, né di non ospitarlo. Ora è con noi, quindi noi adempiamo al contratto".